# Stemona squamigera
Stemona squamigera är en enhjärtbladig växtart som beskrevs av François Gagnepain. Stemona squamigera ingår i släktet Stemona och familjen Stemonaceae.
Artens utbredningsområde är Laos. Inga underarter finns listade.